# Echte wespblaaskop
De echte wespblaaskop (Leopoldius coronatus) is een vliegensoort uit de familie van de blaaskopvliegen (Conopidae). De wetenschappelijke naam van de soort is voor het eerst geldig gepubliceerd in 1857 door Rondani.